# Rauni Manninen
Rauni Manninen, nordsamisch Luobbal-Jovsset Rauni (* 1946 in Utsjoki als Rauni Aikio), ist eine finnisch-samische Schriftstellerin.

## Leben und Wirken
Rauni Manninen lebt und arbeitet in Utsjoki (nordsamisch Ohcejohka), wo sie 1946 geboren wurde.
Ihr 2018 erschienener Debütroman Áhčči min (nordsamisch, dt. Mein Vater) wurde im selben Jahr mit dem Literaturpreis des Samenrates ausgezeichnet. Das Buch erzählt vom Schicksal des finnischen Samen Josát, der auf der russischen Seite von Sápmi allein zurückbleibt, nachdem seine Frau und seine Tochter zum Ende des Winterkriegs und der sowjetischen Besetzung des Gebietes von Petsamo evakuiert wurden. In der Begründung des Samenrates wird unter anderem die Wortvielfalt und feine Sprache Maninnens gelobt, aber auch positiv hervorgehoben, wie durch die Gedanken und Handlungen der Hauptfigur die samische Lebensphilosophie und Naturauffassung deutlich werden.

## Veröffentlichungen
- Áhčči min Iđut, 2018 (nordsamisch, ISBN 978-82-7601-235-4)

### In Anthologie
- Nyt puhuvat saarnaajien vaimot (Sisko Antturi, Marjatta Kallionpää, Lea Kärnä, Rauni Manninen, Lea Rahnasto, Ester Sahimaa, Pirkko Söderlund, Ruut Vaurula, Aino Yli-Vainio-Säily), hrsg. von Ulla Riutta. Kuva ja Sana, 2017 (finnisch, ISBN 978-951-585-182-6)

## Preise
- 2018 Literaturpreis des Samenrates[1]